# 飾帶新光唇魚
飾帶新光唇魚（学名：Neolissochilus vittatus）为輻鰭魚綱鯉形目鲤科新光唇魚屬的其中一種，該物種主要分布於亞洲薩爾溫江流域，棲息在中底層水域。